# TigerVNC
TigerVNC es un cliente y servidor VNC creado en 2009, como una bifurcación de TightVNC.
Red Hat empezó esta bifurcación porque no había habido ninguna actualización en RealVNC desde 2006 ya que se centró en su VNC cerrado empresarial.
Esta aplicación es totalmente de código abierto, con desarrollo y debate que se realiza a través de listas de correo de acceso público y repositorios.
Esta aplicación se preocupa especialmente del desempeño y la función de mostrar pantalla (escritorio) remotamente (it has a focus on performance and remote display functionality).